# Buharski Kanat
Buharski Kanat (perzijski: خانات بخارا; uzbečki: Buxoro Xonligi) bila je uzbečka država u središnjoj Aziji od 1501. do 1785. koju je osnovala dinastija Abu'l-Hajrid, ogranak Šajbanida. Zauzimao je teritorij između rijeka Amu-Darje i Sir-Darje, ranije poznatog kao Transoksijana. Poput susjednih Hivskog i Kokadskog Kanata, nastao je dislokacijom Čagatajskoga Kanata.
Svoj najveći opseg i najznačajniji utjecaj Buharski kanat dosegao je pod pretposljednjim šajbanidskim vladarom Abdullahom kanom II. U 18. stoljeću kanatom je upravljala dinastija Djanid nakon što je svrgnula ostale potomke Džučija.
Osvajanje Nader Šaha 1740. dovelo je do njegove kratkotrajne vladavine koja je trajala do njegove smrti 1747. Nakon toga, Kanatom su upravljali potomci uzbečkog emira Hudajara Bija koji je služio kao premijer. Jedan od njegovih potomaka, šah Murad, preuzeo je stvarnu vlast 1785. nakon smrti Abul-Gazija, posljednjeg džanidskog kana, i transformirao kanat u Buharski Emirat.
Godine 1868. Buharski Emirat većim je dijelom pripojen Ruskom Carstvu — uključujući i važan grad Samarkand. Godine 1873. ostatak emirata postao je ruski protektorat i bio je uključen u opću upravu Turkestana.
Ubrzo nakon Oktobarske revolucije, nakon što je Crvena armija zauzela Buharu 2. rujna 1920., definitivno je izgubio svoju neovisnost. Nastala je Sovjetska Narodna Republika Buhara koja je postala Sovjetska Socijalistička Republika Buhara 19. rujna 1924 pa Uzbečka SSR (u svom velikom dijelu). Danas se teritorij ugašenog emirata uglavnom nalazi u Uzbekistanu, s dijelovima u: Tadžikistanu, Turkmenistanu i Kazahstanu. Također je u prošlosti, između 1793. i 1850., obuhvaćao  i sjeverni Afganistan. Jezici koji su se tamo govorili bili su: uzbečki, turkmenski, perzijski, tadžički, darijski i buharski; danas se tamo više ne govore perzijski, darijski i buharski, ali se govori i ruski jezik.